# The Libertines
The Libertines – angielski zespół rockowy założony przez Pete’a Doherty’ego (wokalista, gitarzysta) i Carla Barâta (gitarzysta, wokalista).
Zespół rozpadł się w 2004 ze względu na narkotykowe uzależnienie Pete’a Doherty’ego, później lidera formacji Babyshambles. Pozostali muzycy również skupili się na innych projektach: Carl Barat założył grupę The Chavs wspólnie z członkami formacji The Charlatans i Razorlight oraz zespół Dirty Pretty Things, natomiast John Hassall założył grupę Yeti, w której jest wokalistą i gitarzystą.

## Dyskografia
Albumy studyjne
- Up the Bracket (2002)
- The Libertines (2004)
- Anthems for Doomed Youth (2015)
- All Quiet On The Eastern Esplanade (2024)

Minialbumy
- Time for Heroes (2003)
- I Get Along (2003)
- Don't Look Back into the Sun / Death on the Stairs (2003)
- What Became of the Likely Lads (2005)

Kompilacje
- Time for Heroes – The Best of The Libertines (2007)